# Rob Morgan
Pour les articles homonymes, voir Morgan.
Rob Morgan, né le 24 février 1973 à New Bern (Caroline du Nord), est un acteur américain connu pour son rôle de Turk Barrett dans les séries Netflix Daredevil, Jessica Jones, Luke Cage, Iron Fist, The Defenders et The Punisher, et Hap Jackson dans Mudbound.

## Filmographie

### Télévision
- 2009 : 30 Rock : chauffeur de taxi
- 2010 : New York, unité spéciale : le criminel
- 2011 : Blue Bloods : un homme dans la foule
- 2012 : Evil, I : voix du tueur
- 2013 : A Crime to Remember : Nathan Delaney
- 2013 : For Colored Boys, Redemption : Benjamin Boyd, Sr.
- 2013 : Zero Hour : invité n° 1
- 2013 : The Married Bachelor : Dana Wallace
- 2014 : In Dice We Trust : Détective Riley
- 2014 : Believe  : Parker
- 2014 : The Knick : Diggs Man
- 2014 : Person of Interest : Howard
- 2014 : New York, unité spéciale : le sans-abri
- 2015 : Unforgettable : chef Tullen
- 2015-2016 : Daredevil : Turk Barrett
- 2016-2022 : Stranger Things : officier Powell
- 2016-2018 : Luke Cage : Turk Barrett
- 2017 : Godless : John Randall
- 2017 : The Defenders : Turk Barrett
- 2017-2019 : The Punisher : Turk Barrett
- 2018 : Jessica Jones : Turk Barrett
- 2018 : Iron Fist : Turk Barrett
- 2018-2019 : This Is Us : conseiller Sol Brown
- 2019 : It's Bruno! : Harvey
- 2023 : Lawmen : L'histoire de Bass Reeves (Lawmen: Bass Reeves)

### Cinéma
- 2006 : Sorry Ain't Enough : Cinque
- 2009 : Pro-Black Sheep : Alex
- 2010 : Conspiracy X : Gee Pa
- 2011 : Pariah : Chaussette
- 2013 : The Inevitable Defeat of Mister &amp; Pete : homme à revers Curtis
- 2013 : Full Circle : Lomatic
- 2013 : Valse pour Monica : Miles Davis
- 2014 : Early Light : Calvin
- 2014 : Shelter : Franklin
- 2014 : Other Plans : Gerry
- 2015 : The Challenger : Frédéric
- 2015 : Anesthesia : Parnell
- 2015 : All Hale : Patrice Barker
- 2017 : Mudbound : Hap Jackson
- 2017 : Fair Market Value : Kwik-D
- 2017 : Wetlands : sergent Walker
- 2017 : Section 99 : Jérémie
- 2017 : Steps : Brian Coleman
- 2018 : Monsters and Men : Will Morris
- 2018 : Mariage à Long Island (The Week Of)  : Cousin Marvin
- 2019 : The Last Black Man in San Francisco : James Sr.
- 2019 : Bull    : Abe
- 2019 : La Voie de la justice (Just Mercy) : Herbert Richardson
- 2020 : The Photograph : Isaac Jefferson
- 2020 : USS Greyhound : La Bataille de l'Atlantique : Cleveland
- 2020 : Cut Throat City : Courtney
- 2021 : Impardonnable (The Unforgivable) : Vincent Cross
- 2021 : Don't Look Up : Déni cosmique : Dr Clayton "Teddy" Oglethorpe
- 2021 : Billie Holiday, une affaire d'État : McKay

## Honneur
Depuis le 15 janvier 2024, l'astéroïde (343662) Robmorgan est nommé en son honneur.